# Alambadi, Krishnarajpet
Alambadi là một làng thuộc tehsil Krishnarajpet, huyện Mandya, bang Karnataka, Ấn Độ.